# Darkoneta arganoi
Espèce
Synonymes
- Neoleptoneta arganoi Brignoli, 1974

Darkoneta arganoi est une espèce d'araignées aranéomorphes de la famille des Archoleptonetidae.

## Distribution
Cette espèce est endémique du Chiapas au Mexique,. Elle se rencontre à Comitán de Domínguez dans la grotte Cueva Grande de San Agustín.

## Description
La femelle holotype mesure 1,28 mm.

## Systématique et taxinomie
Cette espèce a été décrite sous le protonyme Neoleptoneta arganoi par Brignoli en 1974. Elle est placée dans le genre Archoleptoneta par Brignoli en 1977 puis dans le genre Darkoneta par Ledford et Griswold en 2010.

## Étymologie
Cette espèce est nommée en l'honneur de Roberto Argano.

## Publication originale
- Brignoli, 1974 : « Notes on spiders, mainly cave-dwelling, of southern Mexico and Guatemala (Araneae). » Quaderna Accademia Nazionale dei Lincei, vol. 171, no 2, p. 195-238.